# Rumänische Badmintonmeisterschaft 2014/15
Die Rumänische Badmintonmeisterschaft der Saison 2014/15 fand vom 26. bis zum 28. November 2014 in Timișoara statt.

## Sieger und Finalisten
| Disziplin    | Gold                             | Silber                           |
| ------------ | -------------------------------- | -------------------------------- |
| Herreneinzel | Robert Ciobotaru                 | Daniel Cojocaru                  |
| Dameneinzel  | Andra Olariu                     | Adelina Marin                    |
| Herrendoppel | Marius Corciuc Florin Posteucă   | Robert Ciobotaru Daniel Cojocaru |
| Damendoppel  | Alexandra Milon Magda Lozniceriu | Miruna Nițu Cătălina Simionescu  |
| Mixed        | Daniel Cojocaru Alexandra Milon  | Robert Ciobotaru Adelina Marin   |